# Лланеллі Таун
«Лланеллі Таун» (валл. Clwb Pêl-droed Tref Llanelli; англ. Llanelli Town Association Football Club) — валлійський футбольний клуб з однойменного міста, матчі проводить на стадіоні «Стебонхіт Парк».

## Історія
Заснований у 1896 році під назвою «Лланеллі». Власником клубу тривалий час був Роберт Джонс, дядько актриси Кетрін Зети-Джонс. У квітні 2013 року клуб припинив своє існування через невиплачений борг у розмірі 21 000 фунтів стерлінгів, але влітку був створений клуб «Лланеллі Таун», який був визнаний правонаступником історичної команди.

## Досягнення
- Чемпіон Уельсу — 2008
- Володар Кубка Уельсу — 2011
- Володар Кубка валлійської ліги — 2008

## Виступи в єврокубках
- К= Кваліфікація

| Сезон   | Змагання        | Раунд | Суперники      | Вдома | На виїзді | В сукупності |
| ------- | --------------- | ----- | -------------- | ----- | --------- | ------------ |
| 2006–07 | Кубок УЄФА      | К1    | Єфле           | 0–0   | 2–1       | 2–1          |
| 2006–07 | Кубок УЄФА      | К2    | Оденсе         | 1–5   | 0–1       | 1–6          |
| 2007    | Кубок Інтертото | К1    | Ветра          | 5–3   | 1–3       | 6–6          |
| 2008–09 | Ліга чемпіонів  | К1    | Вентспілс      | 1–0   | 0–4       | 1–4          |
| 2009–10 | Ліга Європи     | К1    | Мотервелл      | 0–3   | 1–0       | 1–3          |
| 2010–11 | Ліга Європи     | К1    | Таурас         | 2–2   | 2–3       | 4–5          |
| 2011–12 | Ліга Європи     | К2    | Динамо Тбілісі | 2–1   | 0–5       | 2–6          |
| 2012–13 | Ліга Європи     | К1    | КуПС           | 1–1   | 1–2       | 2–3          |